# Tolidostena montana
Tolidostena montana is een keversoort uit de familie spartelkevers (Mordellidae). De wetenschappelijke naam van de soort is voor het eerst geldig gepubliceerd in 1991 door Kiyoyama.